# Werner Kilz
Werner Kilz (* 3. Juni 1931 in Burg bei Magdeburg; † 24. September 2007 in Berlin) war ein Schriftsteller und bildender Künstler. Die Berliner Zeitung  bezeichnete ihn als „poetische[n] Archäologe[n] der Berliner Mauer“.

## Leben
Werner Kilz studierte an der Kunsthochschule Burg Giebichenstein in Halle (Saale), dann die Fachrichtung „Bühnenbild“ an der Hochschule für bildende Künste Weißensee in Ost-Berlin und als Gasthörer an der Hochschule der Künste in Berlin (West). 1957 arbeitete er als Redakteur für die Zeitschrift Junge Kunst, die vom Zentralrat der Freien Deutschen Jugend herausgegeben wurde. Mit zusätzlichen Gelegenheitsarbeiten wie Abtippen fremder Manuskripte und Korrekturlesen hielt er sich finanziell über Wasser. Er gehörte der Künstlergruppe um Alfred Matusche, Norbert Randow, Boris Djacenko, Eveline Kuffel, Manfred Bieler, Henryk Bereska und Jutta Petzold an. Im Oktober 1961 floh er durch die Kanalisation von Ost- nach West-Berlin. Ein Manuskript seines Romans Freibank übergab er seinem Freund Norbert Randow zur Aufbewahrung und späteren Weitergabe in die Bundesrepublik. Randow wurde daraufhin für drei Jahre inhaftiert. Der 1967 im Insel-Verlag erschienene Roman Freibank oder Das Projekt der Spaltung setzt sich in komplexer Form mit der Teilung Deutschlands auseinander und war der erste deutsche Roman, der die Berliner Mauer zum Thema machte. Hans-Dietrich Sander erklärte ihn in seiner Geschichte der Schönen Literatur in der DDR zum „überragende[n] Roman der Vertriebenen“.
Inzwischen Meisterschüler an der Hochschule der Künste, verlor er doch das Interesse an der Malerei. In den 1980er Jahren, in denen er in verschiedenen Orten Bayerns, aber hauptsächlich in Berlin lebte, gab er die kurzlebige Lyrikreihe Baldhamer Lesebogen heraus. An dem ambitionierten Romanprojekt Geneigte Ebene arbeitete er bis an sein Lebensende. Sein Grab, versehen mit einer Bronze von Werner Stötzer, befindet sich auf dem Alten St.-Matthäus-Kirchhof in Berlin-Schöneberg.

## Werk
- 1959: [unter Pseudonym Werner Schilling] Die Talente. Lustspiel in fünf Akten. In: Junge Kunst, Heft 5/1959, S. 13–27 und Heft 6/1959, S. 67–80.
- 1960: [unter Pseudonym Werner Schilling] Windstille. Erzählung. In: Junge Kunst, Heft 5/1960, S. 60–64, 73–80 und Heft 6/1960, S. 49–56.
- 1967: Freibank oder Das Projekt der Spaltung. Roman. Insel Verlag, Frankfurt am Main.
- 1971: Briefsachen. Hörspiel. Erstsendung 16. Dezember 1971, Hessischer Rundfunk.
- 1980: [Kurztext, beginnend mit] Ich nenne die Namen der Straßen ... In: Henryk Bereska: Lautloser Tag. Gedichte. Verlag amBEATion, Berlin 1980, S. [59].
- 1999: Das literarische Erinnern des Werner Kilz: „Freibank oder das Projekt der Spaltung“. In: Anke Gebert (Hrsg.): Im Schatten der Mauer. Erinnerungen, Geschichten und Bilder vom Mauerbau bis zum Mauerfall. Scherz Verlag, Bern/München/Wien, ISBN 3-502-15238-1, S. 161–175.